# Petriho miska

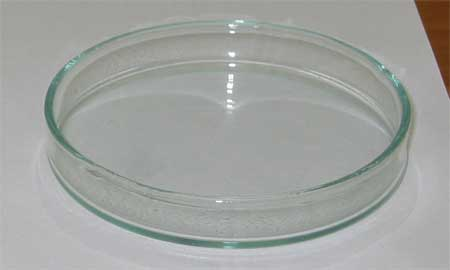
Petriho miska

Petriho miska je mělká skleněná nebo plastová kruhová miska s volně přiléhajícím víčkem používaná v mikrobiologii, mykologii a rostlinných biotechnologiích ke kultivaci mikrobiálních, houbových nebo rostlinných kultur. Byla pojmenována po německém bakteriologovi Juliu Richardu Petrim, který ji vyvinul v roce 1877, když pracoval jako asistent Roberta Kocha.

## Použití
Miska se zpravidla do určité výšky zalije tekutým agarem obohaceným o živiny a další látky, např. vitamíny, antibiotika atd. Po ztuhnutí agaru se na vzniklé plotny vysévají mikroorganismy.
Petriho misky je možné použít i pro pozorování klíčení rostlin či chování malých živočichů.

## Galerie

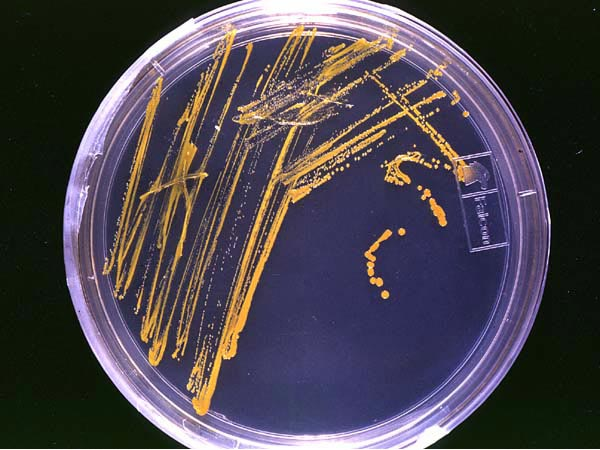
Petriho miska s koloniemi bakterií na médiu obohaceném agarem.
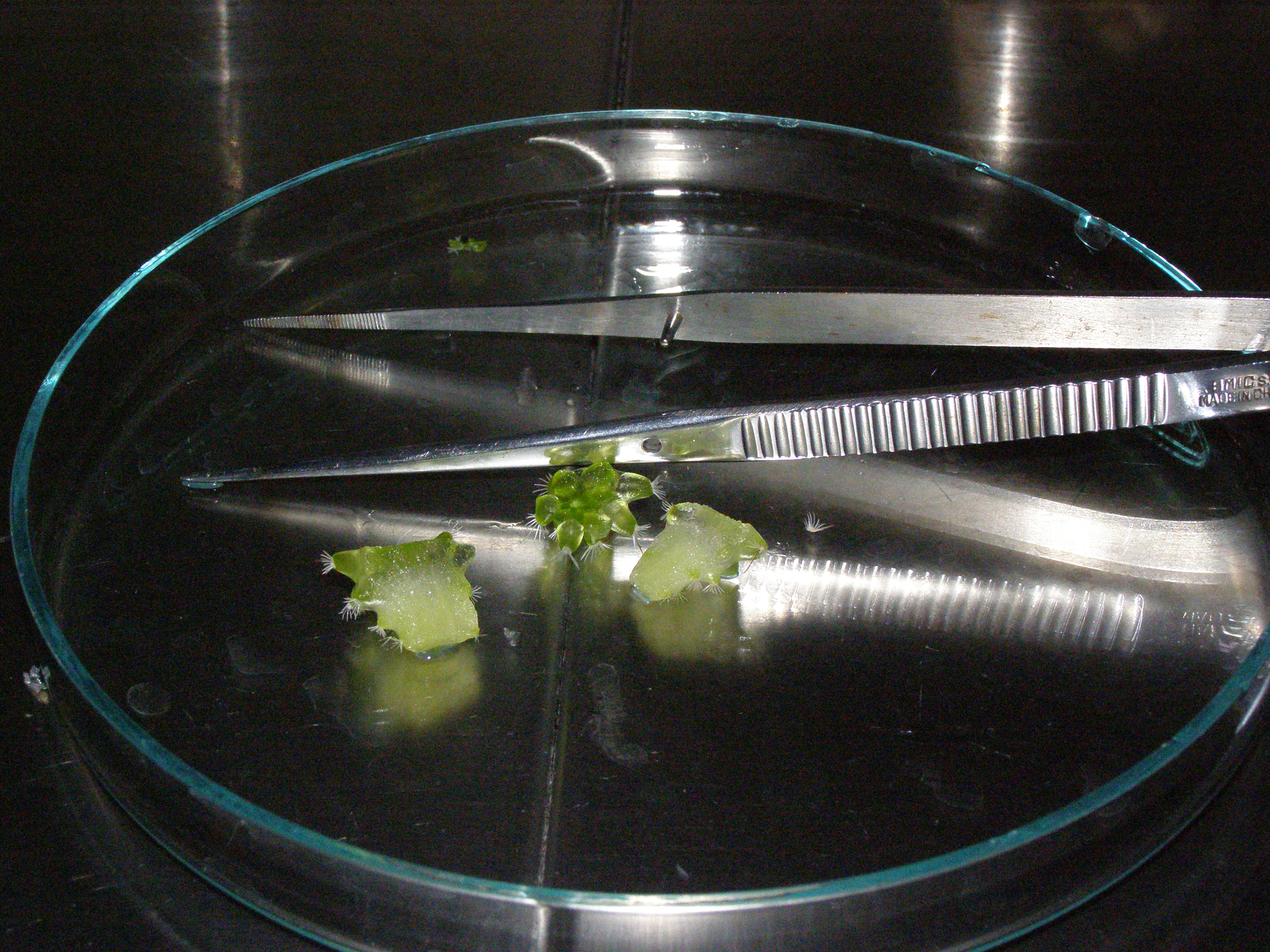
Rozkrájená Mammillaria sp.